# Summer Breeze Open Air
Summer Breeze Open Air er en årlig heavy metal-musikfestival, som finder sted i Dinkelsbühl i Bayern, Tyskland. Festivalen havde sit debut i 1997, hvor den oprindeligt blev holdt i Abtsgmünd indtil 2006, hvor den blev flyttet til Dinkelsbühl-området. Årligt plejer Summer Breeze at tiltrække omtrent 40.000 tilskuere (13.000 pr. dag). I 2008 fandt sted festivalen 14.-16. august i Dinkelsbühl.

## Deltagende bands
25. – 26. juli 1997
Apophis, Dawn of Dreams, Face Your Fear, My Misery, Voodoo Kiss, Wild Africans, Gap, Cold Room, Madman’s Law, M.I.T., Synergy, Ember’s Fire

2. – 3. juli 1999
Darkseed, End Of Green, Undertow, Voodoo Kiss, Night in Gales, Crack Up, Apophis, Dawn of Dreams, Fatered, Mr.Vader

24. – 26. august 2000
Crematory, Sacred Steel, Fleshcrawl, Blackend, Suidakra, Tom Angelripper, Weissglut, Vader, Night in Gales, Undertow, My Deepest Inner, Lacrimas Profundere, Dies Ater, Black Abyss, Le Cri Du Mort, Dark Breed, Faster But Slower, Kickdown, Immortal Rites, Coldspell, Subway To Sally, Farmer Boys, Brainstorm, Apophis, Flowing Tears, Isegrim, Dark At Dawn, Cryptic Carnage, Mr.Vader, Dry Rot, Behind The Scenery, E 605, M.E.L.T., Sudden Death, Twelve After Elf, Deadspawn

23. – 25. august 2001
Paul Di'Anno, Vanishing Point, Eternal Darkness, Rage , Amorphis, Lacuna Coil, Stone The Crow, Graveworm, Symphorce, Aeternitas, The Armada, Haggard, Immortal, Kreator, Die Happy, Farmer Boys, Tankard, God Dethroned, The Crown, Evereve, Crack Up, Jack Frost, Chinchilla, Adorned Brood, Koroded, Fatered, Karkadan, Tom Angelripper, In Extremo, Primal Fear, Moonspell, Pyogenesis, Finntroll, Dawn of Dreams, End Of Green, .Ektomorf, In Blackest Velvet, Asterius, Bloodflowerz, Dew-Scented , Red Aim, Mirrored Mind, Pettypew, Capsize

22. – 24. august 2002
Tiamat, Ektomorf, Edguy, Red Aim, Hypocrisy, Belphegor, Bonfire, Die Schinder, Entwine, Night In Gales, Suidakra, Deep Inside Myself, Criminal, Burden Of Grief, Mr. Vader, Dry Rot, Volcano, Pain, Dimmu Borgir, Axxis, Nightwish, Vader, The Gathering, Bloodflowerz, Emil Bulls, Disbelief, Soilwork, Mystic Circle, The More I See, After Forever, Left Hand Solution, No Return, Smoke Blow, Thorn Eleven, Substyle, Charon, Dark At Dawn, Mirror Of Deception, Mourning Caress, Redrum Inc., Real:Dead:Love:, Pro Pain, Paradise Lost, Primesth, Samael, Stormwitch, Sentenced, End Of Green, Brainstorm, Die Apokalyptischen Reiter, Within Temptation, Agathodaimon, Amon Amarth, Undertow, Flowing Tears, Raunchy, Gurd, Crystal Ball, Ashes You Leave, Ewigheim, The Nerves, My Darkest Hate, The Blue Season, Furbished Face, Y Not

21. – 23. august 2003
The Kovenant, Subway To Sally, Pyogenesis, Krokus, Pungent Stench, Rage, Symphorce, Napalm Death, Psychopunch, Bloodflowerz, Edenbridge, Sincere, Final Breath, Sleepinggodslie, Finntroll, In Extremo, Amorphis, Children Of Bodom, Die Apokalyptischen Reiter, Primal Fear, Naglfar, Amon Amarth, Disbelief, Farmer Boys, Graveworm, Heaven Shall Burn, Hypnos, Justice, Thunderstorm, Darkwell, Fallen2pieces, Age Of Ignorance, Letzte Instanz, In Flames, The Crown, J.B.O., Hollenthon, Within Temptation, End Of Green, Sinner, Undertow, God Dethroned, Callenish Circle, Dew-Scented, Desaster, Darkseed, Elis, Koroded, The Armada, Defending The Faith

19. – 21. august 2004
Lords Of Decadence, Fragments of Unbecoming, Rawhead Rexx, Gorerotted, Mörk Gryning, Vomitory, Sonata Arctica, Fleshcrawl, Crematory, Saltatio Mortis, Hypocrisy, Lake of Tears, Sentenced, Goddes of Desire, Mental Amputation, Alev, Beseech, Sleepinggodslie, Criminal, Dark Fortress, Evergrey, Mercenary, Green Carnation, Leaves' Eyes, Xandria, Vintersorg, Sodom, Tankard, Die Happy, Sirenia, Six Feet Under, Katatonia, Busta Hoota, Paragon, Immortal Rites, Equilibrium, Deadsoul Tribe, Hatesphere, Mnemic, Honigdieb, Disillusion, Cataract, Schandmaul, Ensiferum, Brainstorm, Psychopunch, U.D.O., Primordial, Danzig, Finntroll

18. – 20. august 2005
Midnattsol, Final Breath, Born From Pain, Anorexia Nervosa, The Bones, Impious, Pink Cream 69, Macabre, Schandmaul, God Dethroned , Therion, Ektomorf, Amon Amarth , Haggard, Powerwolf, Maroon, Korpiklaani, Aborted, Koroded, Nocte Obducta , Krisiun, Skindred, Emil Bulls, Norther, Die Apokalyptischen Reiter, Behemoth, Dark Tranquillity , Atrocity, Opeth, The Exploited, In Extremo, Wintersun, Barcode, Suidakra, Draconian, Enthroned, Lacrimas Profundere, Endstille, Orphaned Land , Disbelief, Caliban, The Vision Bleak, Such A Surge, Symphorce, Subway To Sally, End Of Green, J.B.O., Tristania, Lacuna Coil, Pain

17. – 19. august 2006
Subconscious, Tourettes Syndrome, Volbeat, Undertow, Neaera, Angel Blake, The Haunted, Saltatio Mortis, Moonspell, 1349, Finntroll, ASP, Kreator, Katatonia, Apostasy, Excrementory Grindfuckers, Leng Tch'e, The Ocean, Trail of Tears, Fragments of Unbecoming, Potentia Animi, Scar Symmetry, Rebellion, One Man Army, Exilia, Turisas, Amorphis, Heaven Shall Burn, Morbid Angel, Liv Kristine, Lacrimosa, Deathstars, The Other, Perzonal War, Lumsk, Gojira, Visions of Atlantis, Legion Of The Damned, Necrophagist, Carnal Forge, Totenmond, Psychopunch, Corvus Corax, Thyrfing, Negative, Bloodflowerz, Gamma Ray, Unleashed, Fear Factory, My Dying Bride

16. – 18. august 2007
Breschdleng, Unblest, Might Of Lilith, Stitch, Karma.Connect, Last One Dying, Justice, Powerwolf, Impious, Stitch, Swallow the Sun, Fear My Thoughts, Immolation, Lacrimas Profundere, After Forever, Krypteria, Rage, The Black Dahlia Murder, Doro, Suffocation, Nevermore, Tanzwut, Amon Amarth, Dornenreich, Deadlock, Nightrage, Fall Of Serenity, War From A Harlots Mouth, Karkadan, Dagoba, Eluveitie, Koldbrann, Illdisposed, Disillusion, Eisbrecher, Hevein, Sirenia, Necrophobic, L’Âme Immortelle, End Of Green, Finntroll, Volbeat, Bolt Thrower, Poisonblack, In Extremo, Dark Funeral, Black Messiah, Sqealer, Absolute, President Evil, Sycronomica, Helrunar, Justice, Machinemade God, Secrets of the Moon, Maroon Communic, Blitzkid, Hardcore Superstar, Xandria, Die Apokalyptischen Reiter, Tankard, Dark Tranquillity, Moonsorrow, Oomph!, Caliban, Soulfly, Pain

14. – 16. august 2008
Bloodwork, A Dead Lament, Black Thoughts Bleeding, Dargolf Metzgore, My Elegy, Fuck Your Shadow From Behind, Anima, Lay Down Rotten, The Rotted, Hail of Bullets, Born From Pain, Fleshcrawl, All Ends, Emil Bulls, Aborted, Saltatio Mortis, Graveworm, Apophis, Soilwork, Drone, The Wildhearts, Negura Bunget, Arch Enemy, Kissin' Dynamite, Behemoth, Ahab, Paradise Lost, Diablo Swing Orchestra, Primordial, Onslaught, Helloween, Cephalic Carnage, Marduk, Týr, Cult of Luna, Despised Icon, Dark Age, Heidevolk, Midnattsol, 3 Inches of Blood, Schelmish, Mad Sin, Megaherz, Korpiklaani, Pro-Pain, Enemy of the Sun, Exodus, XIV Dark Centuries, Eluveitie, Beloved Enemy, As I Lay Dying, Sworn, End Of Green, Rotten Sound, Six Feet Under, Månegarm, Kataklysm, Shadow Reichenstein, Subway To Sally, Textures, ASP, Hollenthon, The Vision Bleak, Jesus on Extasy, Debauchery, Japanische Kampfhörspiele, The Old Dead Tree, Autumn, Hackneyed, Endstille, Keep Of Kalessin, Dismember, Neaera, Ageypnie, Ensiferum, Nme.mine, Primal Fear, Hacride, H-Blockx, Misery Speaks, Sonic Syndicate, Misanthrope, Heaven Shall Burn, Novembre, Destruction, Mustasch, Cradle Of Filth, Jack Frost, Anathema, Dark Fortress

13. – 15. august 2009
Cyrcus, Sheephead, Dreamshade, Cypecore, Second Relation, One Way Mirror, Razor Of Occam, Vomitory, God Dethroned, Powerwolf, Cataract, Katra, Deadlock, Vader, Grand Magus, Jack Slater, Unheilig, Sylosis, Equilibrium, Psycroptic, J.B.O., Beneath The Massacre, Walls Of Jericho, Hackneyed, Kreator, The Red Chord, Backyard Babies, Anaal Nathrakh, Cantus Buranus, Misery Index, Katatonia, Hate Eternal, Suffocation, Carnifex, The Faceless, UnSun, The New Black, The Cumshots, Battlelore, Callejon, Nim Vind, The Other, Sacred Steel, Psychopunch, Skyforger, The Haunted, Black Messiah, Entombed, Obscura, Schandmaul, Koldbrann, Sabaton, Urgehal, Life Of Agony, Cynic, Amorphis, Vreid, Amon Amarth, The Sorrow, Haggard, Firewind, Protest the Hero, Raunchy, Elvenking, Benighted, Black Sun Aeon, The Storm, Before The Dawn, Grave, Krypteria, Born From Pain, Unlight, Epica, Narziss, Brainstorm, Waylander, Evergreen Terrace, Excrementory Grindfuckers, Moonspell, Hate, Legion Of The Damned, Ghost Brigade, Volbeat, Evocation, Voivod, Bury Me Deep, Opeth, Dagoba, Deathstars, Secrets of the Moon

19. til 21. august 2010 
Dark Tranquillity, Hypocrisy, Subway to Sally

15. til 18. august 2012 
Dark Tranquillity, Amon Amarth, Subway to Sally, Hatesphere, Sepultura, Die Apokalyptishen Reiter, Immortal, We Butter The Bread With Butter, Eskimo Callboy, Lacuna Coil,Behemoth, Eluveitie, Within Temptation, Bullet, Rage, Tankard, Graveworms, Bleed From Within, Insomnium, Morgoth, Katatonia, Nile, Six Feet Under, Deathstarts, Be'lakor, Toxic Holocaust, Iced Earth, Epica, Ghost Brigade, In Solitude, Corvus Corax, Darkest Hour, Goodbye To Gravity
15. til 17. august 2013 
In Flames, Walls of Jericho, Dying Fetus, Amorphis, Hatebreed, Soilwork, Powerwolf, Amorphis